# آني ويرشينج
آني ويرشينج (28 مارس 1977 - 29 يناير 2023) ممثلة أمريكية اشتهرت بدور رينيه ووكر في 24 إضافةً إلى أدوار أخرى في العديد من المسلسلات التلفزيونية الأمريكية مثل بوش. كما أدَّت صوت شخصيَّة «تيس» في لُعبة ذا لاست أوف أس.

## وفاتها
شُخِّصت إصابتها بسرطان غير محدد في عام 2020، وعلى الرغم من استمرارها في التمثيل بعد ذلك، إلَّا أن المرض تمكن منها، وتوفيت في لوس أنجلوس يوم 29 يناير 2023 عن عمر يناهز 45 عامًا.

## روابط خارجية
- آني ويرشينج على موقع IMDb (الإنجليزية)
- آني ويرشينج على موقع روتن توميتوز (الإنجليزية)
- آني ويرشينج على موقع ألو سيني (الفرنسية)
- آني ويرشينج على موقع ميوزك برينز (الإنجليزية)
- آني ويرشينج على موقع أول موفي (الإنجليزية)
- آني ويرشينج على موقع ديسكوغز (الإنجليزية)
- آني ويرشينج على موقع قاعدة بيانات الفيلم (الإنجليزية)
- آني ويرشينج على موقع كينوبويسك (الروسية)